# Liste des villes du Niger
Cet article contient une liste des communes urbaines (agglomérations) du Niger, avec un historique de leur population.

## Historique
Le découpage territorial actuel (2012) résulte des lois de décentralisation de 2002 :
- Loi 2002-014 du 11 juin 2002, portant création des communes urbaines et rurales ;
- Loi 2002-015 et 16 du 11 juin 2002, portant création des communautés urbaines.

Les communes urbaines, centrées sur les anciens « centres urbains », correspondent à des agglomérations. Les quatre plus grandes agglomérations ont été scindées en plusieurs « communes urbaines » regroupées en « communautés urbaines » (en gras dans le tableau ci-dessous).
Il y a donc une discontinuité dans les statistiques officielles entre ces deux périodes. Les écarts entre les chiffres de 2001 et 2011 s’expliquent par :
- une croissance annuelle moyenne de 3,3 % de la population, soit plus 38 % en 10 ans ;
- un taux d’urbanisation qui passe de 16,1 % à 21 %, soit plus 30 % en 10 ans ;
- et enfin le changement de périmètre.

Les communes rurales correspondent aux anciens « cantons » ou au découpage des anciennes «zones restantes ». Les articles les concernant sont accessibles au travers de la palette de navigation disponible en fin d’article.

## Les dix villes les plus peuplées en 2012
| Rang | Ville         | Population urbaine | Population urbaine | Population urbaine | Population urbaine | Région |
| Rang | Ville         | Rec. 1977          | Rec. 1988          | Rec. 2001          | Rec. 2012          | Région |
| ---- | ------------- | ------------------ | ------------------ | ------------------ | ------------------ | ------ |
| 1.   | Niamey        | 233 414            | 391 876            | 707 951            | 978 029            | Niamey |
| 2.   | Maradi        | 44 458             | 110 005            | 148 017            | 267 249            | Maradi |
| 3.   | Zinder        | 53 914             | 119 827            | 170 575            | 235 605            | Zinder |
| 4.   | Tahoua        | 31 252             | 49 948             | 73 002             | 117 826            | Tahoua |
| 5.   | Agadez        | 20 643             | 49 424             | 78 289             | 110 497            | Agadez |
| 6.   | Arlit         | 10 386             | 32 272             | 69 435             | 78 651             | Agadez |
| 7.   | Birni N'Konni | 16 286             | 29 034             | 44 663             | 63 169             | Tahoua |
| 8.   | Dosso         | 16 959             | 25 695             | 43 561             | 58 671             | Dosso  |
| 9.   | Gaya          | 8 709              | 14 868             | 28 385             | 45 465             | Dosso  |
| 10.  | Tessaoua      | 10 590             | 19 737             | 31 667             | 43 409             | Maradi |

## Population des villes et agglomérations duNiger

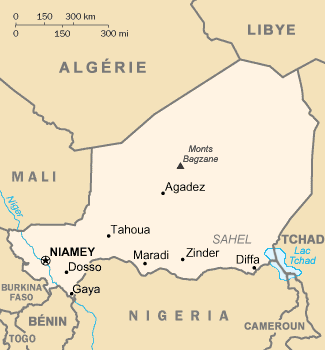
Carte de Niger

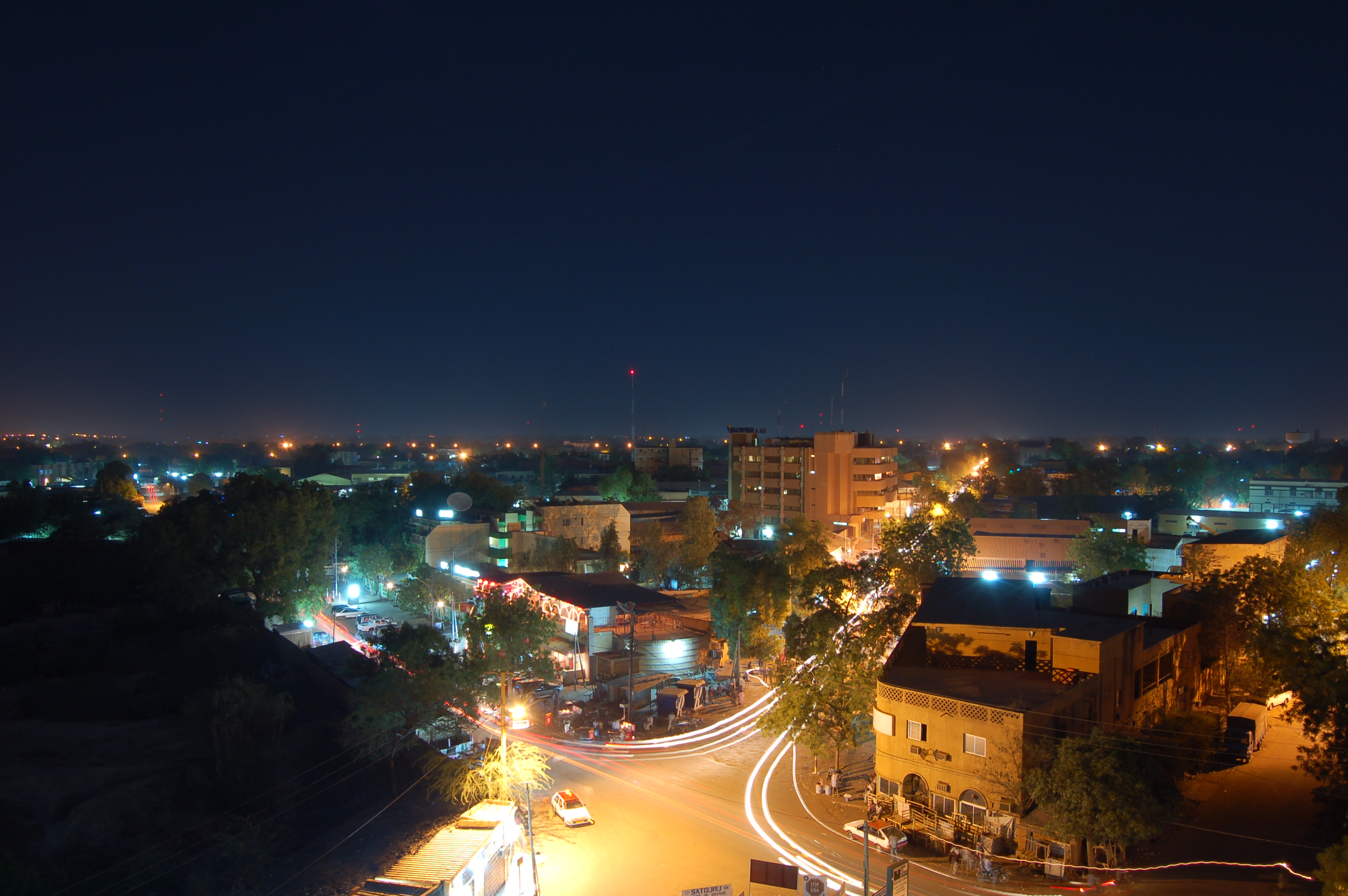
Niamey

| Rang | Ville          | Population des centres urbains | Population des centres urbains | Population des centres urbains | Communes urb. | Région    |
| Rang | Ville          | Rec. 1977                      | Rec. 1988                      | Rec. 2001                      | Estim. 2011   | Région    |
| ---- | -------------- | ------------------------------ | ------------------------------ | ------------------------------ | ------------- | --------- |
| 1.   | Niamey         | 233 414                        | 391 876                        | 707 951                        | 1 302 910     | Niamey    |
| 2.   | Zinder         | 53 914                         | 119 827                        | 170 575                        | 274 530       | Zinder    |
| 3.   | Maradi         | 44 458                         | 110 005                        | 148 017                        | 206 414       | Maradi    |
| 4.   | Tessaoua       | 10 590                         | 19 737                         | 31 667                         | 166 682       | Maradi    |
| 5.   | Birni N'Konni  | 16 286                         | 29 034                         | 44 663                         | 143 530       | Tahoua    |
| 6.   | Aguié          | 6 651                          | 5 963                          | 11 475                         | 142 182       | Maradi    |
| 7.   | Tanout         | 5 460                          | 11 595                         | 15 779                         | 134 074       | Zinder    |
| 8.   | Illéla         | 8 299                          | 11 699                         | 15 805                         | 126 920       | Tahoua    |
| 9.   | Agadez         | 20 643                         | 49 424                         | 78 289                         | 124 324       | Agadez    |
| 10.  | Tahoua         | 31 252                         | 49 948                         | 73 002                         | 123 373       | Tahoua    |
| 11.  | Madaoua        | 14 988                         | 11 649                         | 22 175                         | 114 603       | Tahoua    |
| 12.  | Tibiri         | 7 283                          | 15 000                         | n/d                            | 114 424       | Maradi    |
| 13.  | Arlit          | 10 386                         | 32 272                         | 69 435                         | 112 432       | Agadez    |
| 14.  | Magaria        | 7 856                          | 11 723                         | 17 776                         | 106 391       | Zinder    |
| 15.  | Mayahi         | 3 292                          | 5 723                          | 9 774                          | 94 160        | Maradi    |
| 16.  | Maïné-Soroa    | 4 973                          | 7 381                          | 10 176                         | 94 074        | Diffa     |
| 17.  | Téra           | 8 761                          | 12 313                         | 19 508                         | 92 544        | Tillabéri |
| 18.  | Dosso          | 16 959                         | 25 695                         | 43 561                         | 91 488        | Dosso     |
| 19.  | Guidan-Roumdji | 3 006                          | 7 020                          | 10 744                         | 88 690        | Maradi    |
| 20.  | Bouza          | n/d                            | n/d                            | 6 890                          | 88 225        | Tahoua    |
| 21.  | Loga           | n/d                            | n/d                            | 5 906                          | 87 211        | Dosso     |
| 22.  | Dogondoutchi   | 14 629                         | 20 407                         | 29 244                         | 79 389        | Dosso     |
| 23.  | Filingué       | 6 311                          | 9 188                          | 11 661                         | 71 329        | Tillabéri |
| 24.  | Ouallam        | n/d                            | n/d                            | 7 486                          | 68 712        | Tillabéri |
| 25.  | Gouré          | 7 612                          | 8 951                          | 13 422                         | 68 148        | Zinder    |
| 26.  | Tchirozérine   | n/d                            | 5 523                          | 10 032                         | 67 876        | Agadez    |
| 27.  | Madarounfa     | 3 453                          | 5 914                          | 8 763                          | 66 403        | Maradi    |
| 28.  | Say            | 4 405                          | 6 338                          | 10 502                         | 61 960        | Tillabéri |
| 29.  | Mirriah        | 8 420                          | 13 225                         | 19 161                         | 60 805        | Zinder    |
| 30.  | Dakoro         | 10 688                         | 14 577                         | 18 875                         | 58 779        | Maradi    |
| 31.  | Matamèye       | 7 085                          | 11 151                         | 17 930                         | 58 025        | Zinder    |
| 32.  | Kéita          | 3 572                          | 6 644                          | 8 633                          | 57 769        | Tahoua    |
| 33.  | Gaya           | 8 709                          | 14 868                         | 28 385                         | 56 543        | Dosso     |
| 34.  | Birni N'Gaouré | 10 479                         | n/d                            | 10 775                         | 54 622        | Dosso     |
| 35.  | Tillabéri      | 5 270                          | 8 377                          | 16 683                         | 51 439        | Tillabéri |
| 36.  | Diffa          | 4 253                          | 13 387                         | 23 409                         | 48 005        | Diffa     |
| 37.  | N'Guigmi       | 8 267                          | 9 537                          | 15 922                         | 42 490        | Diffa     |
| 38.  | Kollo          | n/d                            | 5 755                          | 10 533                         | 42 192        | Tillabéri |
| 39.  | Abalak         | n/d                            | n/d                            | 12 764                         | 33 882        | Tahoua    |
| 40.  | Tchintabaraden | 7 656                          | 5 150                          | 9 001                          | 30 878        | Tahoua    |
| 41.  | Bilma          | n/d                            | n/d                            | 2 752                          | 6 481         | Agadez    |

## Subdivisions des communes
Le Répertoire national des Communes (fichier RENACOM) 
issu du recensement de 2001 décompose les 52 communes urbaines et 213 communes rurales en :
- 453 quartiers dans  50 villes ;
- 15 308 villages (administratifs ou traditionnels) ;
- 9 371 hameaux ;
- 1 963 campements ;
- 1 153 points d’eau ;
- 61 iles (lacs de la région de Dosso).